# 国家改革・地方分権・公務員省
地方分権・国家改革・公務員省（ちほうぶんけん・こっかかいかく・こうむいんしょう、フランス語: Ministère de la Décentralisation, de la Réforme de l'État et de la Fonction publique）は、フランスの省の一つ。地方分権、国家改革および公務員に関する政府の政策の立案および実施を担当する。
公務員省は、地方自治体や保健・社会・医療社会公企業と協調して、公職に関する政府の政策を実施する。

## 歴史
1945年に、公務員について概観する機関として、政府に行政・公務員総局（Direction générale de l'administration et de la fonction publique）が設置された。1959年には初めて公務員担当副大臣が任命され、1967年には初めて公務員大臣が任命された。
公務員省は第五共和政下の全ての内閣において設置されていたわけではない。公務員大臣が独立した大臣として存在しないときには、一般に他の大臣（経済・財務大臣、予算大臣、労働大臣など）が公務員政策を所管した。また、公務員大臣はしばしば行政改革や国家改革をも所管する。なお、公務員大臣が存在しない内閣においては、公務員担当副大臣が任命される場合がある。

## 組織
国家改革・地方分権・公務員大臣の権限は、2012年5月24日デクレ第2012-780号および2012年11月2日デクレ第2012-1221号に規定されている。
公務員大臣は首相付の大臣というわけではないが、首相が公務員に対して有する包括的な権限を考慮し、公務員大臣はその権限の大部分について、首相の委任を受けて行動する。
国家改革・地方分権・公務員省の組織は以下の通りである。
- 国家改革・地方分権・公務員大臣と内務大臣との共同管轄
  - 地方自治体総局（Direction générale des collectivités locales）
- 国家改革・地方分権・公務員大臣と首相との共同管轄
  - 行政・公務員総局（Direction générale de l'administration et de la fonction publique）
- 国家改革・地方分権・公務員大臣と経済・財務大臣との共同管轄
  - 国家給与支払官（Opérateur national de paye）
- 国家改革・地方分権・公務員大臣と経済・財務大臣、貿易大臣、生産再建大臣および手工業・商業・観光大臣との共同管轄
  - 経済・財務省事務総局（Secrétariat général des ministères économiques et financiers）

## 大臣
フィリップ内閣においては、ジェラルド・ダルマナンが地方分権・国家改革・公務員大臣を務めている。

### 歴代公務員大臣
| 氏名                                                          | 氏名                                                          | 職名                                                          | 内閣                         | 就任日                          | 退任日                                   |
| 第三共和政                                                    | 第三共和政                                                    | 第三共和政                                                    | 第三共和政                   | 第三共和政                      | 第三共和政                               |
| ------------------------------------------------------------- | ------------------------------------------------------------- | ------------------------------------------------------------- | ---------------------------- | ------------------------------- | ---------------------------------------- |
| ポール・レノー Paul Reynaud                                   | ポール・レノー Paul Reynaud                                   | 閣僚評議会副議長 司法・官吏統制大臣                           | 第3次タルデュー内閣          | 1932年2月20日                   | 1932年5月10日                            |
| 第四共和政                                                    |                                                               |                                                               |                              |                                 |                                          |
| ピエール＝アンリ・テジャン Pierre-Henri Teitgen               | ピエール＝アンリ・テジャン Pierre-Henri Teitgen               | 国務大臣 閣僚評議会副議長 公務員・行政改革担当                | 第1次ラマディエ内閣          | 1947年5月4日                    | 1947年10月22日                           |
| ジャン・ビオンディ Jean Biondi                                | ジャン・ビオンディ Jean Biondi                                | 公務員・行政改革担当副大臣                                    | 第1次シューマン内閣          | 1947年11月26日                  | 1948年7月26日                            |
| ジャン・ビオンディ Jean Biondi                                | ジャン・ビオンディ Jean Biondi                                | 閣僚評議会議長府公務員・行政改革担当副大臣                    | マリー内閣                   | 1948年7月26日                   | 1948年9月5日                             |
| ジャン・ビオンディ Jean Biondi                                | ジャン・ビオンディ Jean Biondi                                | 公務員・行政改革担当副大臣                                    | 第2次シューマン内閣          | 1948年9月5日                    | 1948年9月11日                            |
| ジャン・ビオンディ Jean Biondi                                | ジャン・ビオンディ Jean Biondi                                | 閣僚評議会議長府公務員・行政改革担当副大臣                    | 第1次クイユ内閣              | 1948年9月11日                   | 1949年10月28日                           |
| ジャン・ビオンディ Jean Biondi                                | ジャン・ビオンディ Jean Biondi                                | 公務員・行政改革担当副大臣                                    | 第2次ビドー内閣              | 1949年10月28日                  | 1950年2月7日                             |
| ポール・ジョゼフ・マリー・ジャコビ Paul Joseph Marie Giacobbi | ポール・ジョゼフ・マリー・ジャコビ Paul Joseph Marie Giacobbi | 公務員・行政改革担当国務大臣                                  | 第2次クイユ内閣              | 1950年7月2日                    | 1950年7月12日                            |
| ピエール・メテイエ Pierre Métayer                             | ピエール・メテイエ Pierre Métayer                             | 公務員・行政改革担当副大臣                                    | 第1次プレヴァン内閣          | 1950年7月12日                   | 1951年3月10日                            |
| ピエール・メテイエ Pierre Métayer                             | ピエール・メテイエ Pierre Métayer                             | 公務員・行政改革担当副大臣                                    | 第3次クイユ内閣              | 1951年3月10日                   | 1951年8月11日                            |
| ベルナール・ラフェ Bernard Lafay                              | ベルナール・ラフェ Bernard Lafay                              | 閣僚評議会議長府公務員担当副大臣                              | 第1次フォール内閣            | 1952年1月20日                   | 1952年3月8日                             |
| ジャン・マソン Jean Masson                                    | ジャン・マソン Jean Masson                                    | 閣僚評議会議長府公務員担当副大臣                              | マンデス・フランス内閣       | 1954年6月30日                   | 1954年9月3日                             |
| ジャン・マソン Jean Masson                                    | ジャン・マソン Jean Masson                                    | 閣僚評議会議長府公務員担当副大臣（臨時代理）                  | マンデス・フランス内閣       | 1954年9月3日                    | 1954年11月12日                           |
| ルネ・ビイェール René Billères                                | ルネ・ビイェール René Billères                                | 閣僚評議会議長府議会関係・公務員担当副大臣                    | マンデス・フランス内閣       | 1954年11月12日                  | 1955年2月23日                            |
| ピエール・メテイエ Pierre Métayer                             | ピエール・メテイエ Pierre Métayer                             | 閣僚評議会議長府公務員担当副大臣                              | モレ内閣                     | 1956年2月1日                    | 1957年6月13日                            |
| ジャン・ムニエ Jean Meunier                                   | ジャン・ムニエ Jean Meunier                                   | 閣僚評議会議長府公務員・行政改革担当副大臣                    | ブルジェス＝モヌリー内閣     | 1957年6月17日                   | 1957年11月6日                            |
| レーモン・マルスラン Raymond Marcellin                        | レーモン・マルスラン Raymond Marcellin                        | 公務員・行政改革担当副大臣                                    | ガイヤール内閣               | 1957年11月11日                  | 1958年5月14日                            |
| ギー・モレ Guy Mollet                                         | ギー・モレ Guy Mollet                                         | 国務大臣 公務員規定に関して閣僚評議会議長に付与された権限担当 | 第3次ド・ゴール内閣          | 1958年6月14日                   | 1959年1月8日                             |
| 第五共和政                                                    |                                                               |                                                               |                              |                                 |                                          |
| ピエール・シャトネ Pierre Chatenet                            | ピエール・シャトネ Pierre Chatenet                            | 首相付総合行政問題・制度整備担当副大臣                        | ドブレ内閣                   | 1959年1月24日                   | 1959年5月28日                            |
| ルイ・ジョックス Louis Joxe                                   | ルイ・ジョックス Louis Joxe                                   | 首相付公務員担当副大臣                                        | ドブレ内閣                   | 1959年7月24日                   | 1960年1月15日                            |
| ピエール・ギヨーマ Pierre Guillaumat                          | ピエール・ギヨーマ Pierre Guillaumat                          | 首相付原子力・公務員担当大臣                                  | ドブレ内閣                   | 1960年3月19日                   | 1962年4月14日                            |
| ジャン・ド・ブロイ Jean de Broglie                            | ジャン・ド・ブロイ Jean de Broglie                            | 首相付公務員担当副大臣                                        | 第1次ポンピドゥー内閣        | 1962年4月15日                   | 1962年11月28日                           |
| ルイ・ジョックス Louis Joxe                                   | ルイ・ジョックス Louis Joxe                                   | 行政改革担当国務大臣                                          | 第2次ポンピドゥー内閣        | 1962年12月7日                   | 1966年1月8日                             |
| ルイ・ジョックス Louis Joxe                                   | ルイ・ジョックス Louis Joxe                                   | 行政改革担当国務大臣                                          | 第3次ポンピドゥー内閣        | 1966年1月8日                    | 1967年4月1日                             |
| エドモン・ミシュレ Edmond Michelet                            | エドモン・ミシュレ Edmond Michelet                            | 公務員担当国務大臣                                            | 第4次ポンピドゥー内閣        | 1967年4月6日                    | 1968年5月31日                            |
| ロベール・ブーラン Robert Boulin                              | ロベール・ブーラン Robert Boulin                              | 公務員大臣                                                    | 第4次ポンピドゥー内閣        | 1968年5月31日                   | 1968年7月10日                            |
| フィリップ・マロー Philippe Malaud                            | フィリップ・マロー Philippe Malaud                            | 首相付公務員担当副大臣                                        | クーヴ・ド・ミュルヴィル内閣 | 1968年7月12日                   | 1969年6月20日                            |
| フィリップ・マロー Philippe Malaud                            | フィリップ・マロー Philippe Malaud                            | 首相付公務員担当副大臣                                        | シャバン＝デルマス内閣       | 1971年1月7日                    | 1972年7月5日                             |
| フィリップ・マロー Philippe Malaud                            | フィリップ・マロー Philippe Malaud                            | 首相付公務員・情報部門担当副大臣                              | 第1次メスメル内閣            | 1972年7月6日                    | 1973年3月28日                            |
| ポール・ディジュー Paul Dijoud                                | ポール・ディジュー Paul Dijoud                                | 首相付公務員担当副大臣                                        | 第2次メスメル内閣            | 1973年4月20日                   | 1973年10月23日                           |
| フィリップ・マロー Philippe Malaud                            | フィリップ・マロー Philippe Malaud                            | 公務員大臣                                                    | 第2次メスメル内閣            | 1973年10月23日                  | 1974年2月27日                            |
| クリスチャン・ポンスレ Christian Poncelet                     | クリスチャン・ポンスレ Christian Poncelet                     | 首相付公務員担当副大臣                                        | 第3次メスメル内閣            | 1974年3月1日                    | 1974年5月27日                            |
| ロジェ・プドンソン Roger Poudonson                            | ロジェ・プドンソン Roger Poudonson                            | 首相付副大臣（公務員）                                        | 第1次シラク内閣              | 1974年6月8日                    | 1974年10月29日                           |
| ガブリエル・ペロネ Gabriel Péronnet                           | ガブリエル・ペロネ Gabriel Péronnet                           | 首相付副大臣（公務員）                                        | 第1次シラク内閣              | 1974年10月29日                  | 1976年8月25日                            |
| モーリス・リゴ Maurice Ligot                                  | モーリス・リゴ Maurice Ligot                                  | 首相付公務員担当副大臣                                        | 第1次バール内閣              | 1976年8月27日                   | 1977年3月29日                            |
| モーリス・リゴ Maurice Ligot                                  | モーリス・リゴ Maurice Ligot                                  | 首相付副大臣（公務員）                                        | 第2次バール内閣              | 1977年4月1日                    | 1978年3月31日                            |
| ジャン＝フランソワ・ドニオー Jean-François Deniau             | ジャン＝フランソワ・ドニオー Jean-François Deniau             | 首相付行政改革担当大臣                                        | 第3次バール内閣              | 1980年10月2日                   | 1981年3月4日                             |
| レーモン・バール Raymond Barre                                | レーモン・バール Raymond Barre                                | 首相 行政改革担当                                             | 第3次バール内閣              | 1981年3月4日                    | 1981年5月13日                            |
| カトリーヌ・ラリュミエール Catherine Lalumière                | カトリーヌ・ラリュミエール Catherine Lalumière                | 首相付公務員・行政改革担当副大臣                              | 第1次モーロワ内閣            | 1981年5月22日                   | 1981年6月22日                            |
| アニセ・ル・ポール Anicet Le Pors                             | アニセ・ル・ポール Anicet Le Pors                             | 首相付公務員・行政改革担当大臣                                | 第2次モーロワ内閣            | 1981年6月23日                   | 1983年3月22日                            |
| アニセ・ル・ポール Anicet Le Pors                             | アニセ・ル・ポール Anicet Le Pors                             | 首相付公務員・行政改革担当副大臣                              | 第3次モーロワ内閣            | 1983年3月24日                   | 1984年7月17日                            |
| ジャン・ル・ガレック Jean Le Garrec                           | ジャン・ル・ガレック Jean Le Garrec                           | 首相付公務員・行政簡素化担当副大臣                            | ファビウス内閣               | 1984年7月23日                   | 1986年3月20日                            |
| エルヴェ・ド・シャレット Hervé de Charette                    | エルヴェ・ド・シャレット Hervé de Charette                    | 首相付公務員・計画担当大臣                                    | 第2次シラク内閣              | 1986年3月20日                   | 1988年5月10日                            |
| ミシェル・デュラフール Michel Durafour                        | ミシェル・デュラフール Michel Durafour                        | 公務員・行政改革大臣                                          | 第1次ロカール内閣            | 1988年5月12日                   | 1988年6月22日                            |
| ミシェル・デュラフール Michel Durafour                        | ミシェル・デュラフール Michel Durafour                        | 公務員・行政改革大臣                                          | 第2次ロカール内閣            | 1988年6月28日                   | 1989年2月22日                            |
| ミシェル・デュラフール Michel Durafour                        | ミシェル・デュラフール Michel Durafour                        | 国務大臣 公務員・行政改革大臣                                 | 第2次ロカール内閣            | 1989年2月22日                   | 1991年5月15日                            |
| ジャン＝ピエール・ソワソン Jean-Pierre Soisson                | ジャン＝ピエール・ソワソン Jean-Pierre Soisson                | 国務大臣 公務員・行政現代化大臣                               | クレッソン内閣               | 1991年5月16日                   | 1991年6月4日                             |
| ジャン＝ピエール・ソワソン Jean-Pierre Soisson                | ジャン＝ピエール・ソワソン Jean-Pierre Soisson                | 国務大臣 公務員・行政現代化大臣                               | クレッソン内閣               | 1991年6月4日                    | 1992年3月28日                            |
| ミシェル・ドルバール Michel Delebarre                         | ミシェル・ドルバール Michel Delebarre                         | 国務大臣 公務員・行政改革大臣                                 | ベレゴヴォワ内閣             | 1992年4月2日                    | 1993年3月29日                            |
| アンドレ・ロシノ André Rossinot                               | アンドレ・ロシノ André Rossinot                               | 公務員大臣                                                    | バラデュール内閣             | 1993年3月30日                   | 1995年5月11日                            |
| ジャン・ピュエッシュ Jean Puech                               | ジャン・ピュエッシュ Jean Puech                               | 公務員大臣                                                    | 第1次ジュペ内閣              | 1995年5月18日                   | 1995年11月7日                            |
| ドミニク・ペルベン Dominique Perben                           | ドミニク・ペルベン Dominique Perben                           | 公務員・国家改革・地方分権大臣                                | 第2次ジュペ内閣              | 1995年11月7日                   | 1997年6月2日                             |
| エミール・ズッカレッリ Émile Zuccarelli                       | エミール・ズッカレッリ Émile Zuccarelli                       | 公務員・国家改革・地方分権大臣                                | ジョスパン内閣               | 1997年6月4日                    | 2000年3月27日                            |
| ミシェル・サパン Michel Sapin                                 | ミシェル・サパン Michel Sapin                                 | 公務員・国家改革大臣                                          | ジョスパン内閣               | 2000年3月27日                   | 2002年5月6日                             |
| ジャン＝ポール・ドルヴォワ Jean-Paul Delevoye                 | ジャン＝ポール・ドルヴォワ Jean-Paul Delevoye                 | 公務員・国家改革・国土整備大臣                                | 第1次ラファラン内閣          | 2002年5月7日                    | 2002年6月17日                            |
| ジャン＝ポール・ドルヴォワ Jean-Paul Delevoye                 | ジャン＝ポール・ドルヴォワ Jean-Paul Delevoye                 | 公務員・国家改革・国土整備大臣                                | 第2次ラファラン内閣          | 2002年6月17日                   | 2004年3月30日                            |
| ルノー・デュトレイユ Renaud Dutreil                           | ルノー・デュトレイユ Renaud Dutreil                           | 公務員・国家改革大臣                                          | 第3次ラファラン内閣          | 2004年3月31日                   | 2005年5月31日                            |
| クリスチャン・ジャコブ Christian Jacob                        | クリスチャン・ジャコブ Christian Jacob                        | 公務員大臣                                                    | ド・ヴィルパン内閣           | 2005年6月2日                    | 2007年5月15日                            |
| エリック・ヴルト Éric Woerth                                  | エリック・ヴルト Éric Woerth                                  | 予算・公会計・公務員大臣                                      | 第1次フィヨン内閣            | 2007年5月18日                   | 2007年6月18日                            |
| エリック・ヴルト Éric Woerth                                  | エリック・ヴルト Éric Woerth                                  | 予算・公会計・公務員大臣                                      | 第2次フィヨン内閣            | 2007年6月19日                   | 2009年6月23日                            |
|                                                               | アンドレ・サンティニ André Santini                            | 予算・公会計・公務員大臣付公務員担当副大臣                    | 第2次フィヨン内閣            | 2007年6月19日                   | 2009年6月23日                            |
|                                                               |                                                               | 予算・公会計・公務員・国家改革大臣                            | 第2次フィヨン内閣            | 2009年6月23日                   | 2010年3月22日                            |
| 労働・連帯・公務員大臣                                        | 2010年3月22日                                                 | 2010年11月13日                                                | 第2次フィヨン内閣            |                                 |                                          |
|                                                               | 2010年3月22日                                                 | 2010年11月13日                                                | 第2次フィヨン内閣            | ジョルジュ・トロン Georges Tron | 労働・連帯・公務員大臣付公務員担当副大臣 |
| フランソワ・バロワン François Baroin                          | フランソワ・バロワン François Baroin                          | 予算・公会計・公務員・国家改革大臣                            | 第3次フィヨン内閣            | 2010年11月14日                  | 2011年6月29日                            |
|                                                               | ジョルジュ・トロン Georges Tron                               | 予算・公会計・公務員・国家改革大臣付公務員担当副大臣          | 第3次フィヨン内閣            | 2010年11月14日                  | 2011年5月29日                            |
| フランソワ・ソヴァデ François Sauvadet                        | フランソワ・ソヴァデ François Sauvadet                        | 公務員大臣                                                    | 第3次フィヨン内閣            | 2011年6月29日                   | 2012年5月10日                            |
| マリリーズ・ルブランシュ Marylise Lebranchu                   | マリリーズ・ルブランシュ Marylise Lebranchu                   | 国家改革・地方分権・公務員大臣                                | 第1次エロー内閣              | 2012年5月16日                   | 2012年6月18日                            |
| マリリーズ・ルブランシュ Marylise Lebranchu                   | マリリーズ・ルブランシュ Marylise Lebranchu                   | 国家改革・地方分権・公務員大臣                                | 第2次エロー内閣              | 2012年6月21日                   | 2014年3月31日                            |
| マリリーズ・ルブランシュ Marylise Lebranchu                   | マリリーズ・ルブランシュ Marylise Lebranchu                   | 国家改革・地方分権・公務員大臣                                | 第1次ヴァルス内閣            | 2014年4月2日                    | 2014年8月26日                            |
| マリリーズ・ルブランシュ Marylise Lebranchu                   | マリリーズ・ルブランシュ Marylise Lebranchu                   | 国家改革・地方分権・公務員大臣                                | 第2次ヴァルス内閣            | 2014年8月26日                   | 2016年2月21日                            |
| アニック・ジラルダン Annick Girardin                          | アニック・ジラルダン Annick Girardin                          | 公務員大臣                                                    | 第2次ヴァルス内閣            | 2016年2月21日                   | 2016年12月6日                            |
| アニック・ジラルダン Annick Girardin                          | アニック・ジラルダン Annick Girardin                          | 公務員大臣                                                    | カズヌーヴ内閣               | 2016年12月6日                   | 2017年5月10日                            |
| ジェラルド・ダルマナン Gérald Darmanin                        | ジェラルド・ダルマナン Gérald Darmanin                        | 公務員大臣                                                    | 第1次フィリップ内閣          | 2017年5月17日                   | 現職                                     |

## 庁舎
公務員省は、以前に移民・統合・国家アイデンティティー・連帯開発省（移民省）が使用していたロトラン＝シャロレ館に所在する。しかし、労働・雇用・職業教育・労使対話省（労働省）庁舎であるシャトレ館の改修工事のため、2012年5月から1年半の間、労働省がロトラン＝シャロレ館に移転してきており、それに伴って、公務員省はセニュレー館に移転している。